# 皮夫登內 (索洛尼齊夫卡市鎮)
皮夫登内（烏克蘭語：Південне），是烏克蘭東部哈爾科夫州哈爾科夫區索洛尼齐夫卡市镇内的乡村居民点。分別距離德沃里奇內庫特2公里和波利奧瓦6公里，始建於1959年，面積0.11平方公里，海拔高度133米，2001年人口480。